# Polichne spinulosa
Polichne spinulosa är en insektsart som beskrevs av Brunner von Wattenwyl 1879. Polichne spinulosa ingår i släktet Polichne och familjen vårtbitare. Inga underarter finns listade i Catalogue of Life.